# ASC De Volewijckers in het seizoen 1958/59
Het seizoen 1958/1959 was het vijfde jaar in het bestaan van de Amsterdamse betaaldvoetbalclub De Volewijckers. De club kwam uit in de Nederlandse Eerste divisie B en eindigde daarin op de 12e plaats. Tevens deed de club mee aan het toernooi om de KNVB Beker, hierin werd in de derde ronde verloren van Ajax (0–3).

## Wedstrijdstatistieken

### Eerste divisie B
|       | Excelsior | GVAV  | Helmondia '55 | Heracles | Hermes DVS | HVC   | KFC   | RBC   | RCH   | Rigtersbleek | Roda Sport | Sittardia | Stormvogels | Vitesse |
| ----- | --------- | ----- | ------------- | -------- | ---------- | ----- | ----- | ----- | ----- | ------------ | ---------- | --------- | ----------- | ------- |
| Thuis | 1 – 2     | 0 – 2 | 1 – 2         | 0 – 1    | 2 – 1      | 3 – 3 | 0 – 1 | 0 – 2 | 2 – 0 | 3 – 0        | 6 – 0      | 1 – 2     | 0 – 0       | 2 – 1   |
| Uit   | 1 – 1     | 2 – 2 | 1 – 1         | 1 – 3    | 0 – 0      | 2 – 0 | 1 – 2 | 6 – 0 | 1 – 0 | 2 – 5        | 2 – 1      | 3 – 3     | 4 – 1       | 1 – 0   |

### KNVB beker
| 1e ronde                                                | Aalsmeer                                                  | 0 – 8 (0 – 2) | De Volewijckers                                          |
| 1 januari 1959 Plaats: Amsterdam Sportpark Aan de Dreef |                                                           |               | –', –', –', –' Jan Draaijer –', –', –', –' Piet Boogaard |
| 2e ronde                                                | De Volewijckers                                           | 2 – 1 (1 – 0) | DWS/A                                                    |
| 30 april 1959 Plaats: Amsterdam Mosveld                 | Wout Schaft 8' Hassie van Wijk 70'                        |               | 70' Arie de Oude                                         |
| 3e ronde                                                | Ajax                                                      | 3 – 0 (1 – 0) | De Volewijckers                                          |
| 10 mei 1959 Plaats: Amsterdam De Meer                   | Sjaak Swart 25' (pen.) Jan Seelen 60' Donald Feldmann 88' |               |                                                          |

## Statistieken De Volewijckers 1958/1959

### Eindstand De Volewijckers in de Nederlandse Eerste divisie B 1958 / 1959
| Stand | Gespeeld | Gewonnen | Gelijk | Verloren | Punten | Doelpunten voor | Doelpunten tegen |
| ----- | -------- | -------- | ------ | -------- | ------ | --------------- | ---------------- |
| 12e   | 28       | 8        | 7      | 13       | 23     | 41              | 44               |

### Topscorers
| #                 | Naam           | Goal |
| ----------------- | -------------- | ---- |
| 1.                | Wout Schaft    | 14   |
| 2.                | Piet Boogaard  | 9    |
| 3.                | Jan Draaijer   | 6    |
| 3.                | Sjaak de Vries | 6    |
| 5.                | Frits Kick     | 2    |
| 6.                | Ger Clement    | 1    |
| 6.                | Max Goedkoop   | 1    |
| 6.                | Henk Looijen   | 1    |
| Onbekend doelpunt |                |      |
| –                 | Onbekend       | 1    |
| Totaal            | Totaal         | 41   |

| #      | Naam            | Goal |
| ------ | --------------- | ---- |
| 1.     | Piet Boogaard   | 4    |
| 1.     | Jan Draaijer    | 4    |
| 3.     | Wout Schaft     | 1    |
| 3.     | Hassie van Wijk | 1    |
| Totaal | Totaal          | 10   |